# Cervone Pole (Uleanivka), Mîkolaiiv
Cervone Pole (în ucraineană Червоне Поле) este un sat în comuna Uleanivka din raionul Mîkolaiiv, regiunea Mîkolaiiv, Ucraina.

## Demografie
Componența lingvistică a localității Cervone Pole
     Ucraineană (94,62%)
     Rusă (3,94%)
     Română (1,08%)
Conform recensământului din 2001, majoritatea populației localității Cervone Pole era vorbitoare de ucraineană (94,62%), existând în minoritate și vorbitori de rusă (3,94%) și română (1,08%).